# 廷教堂

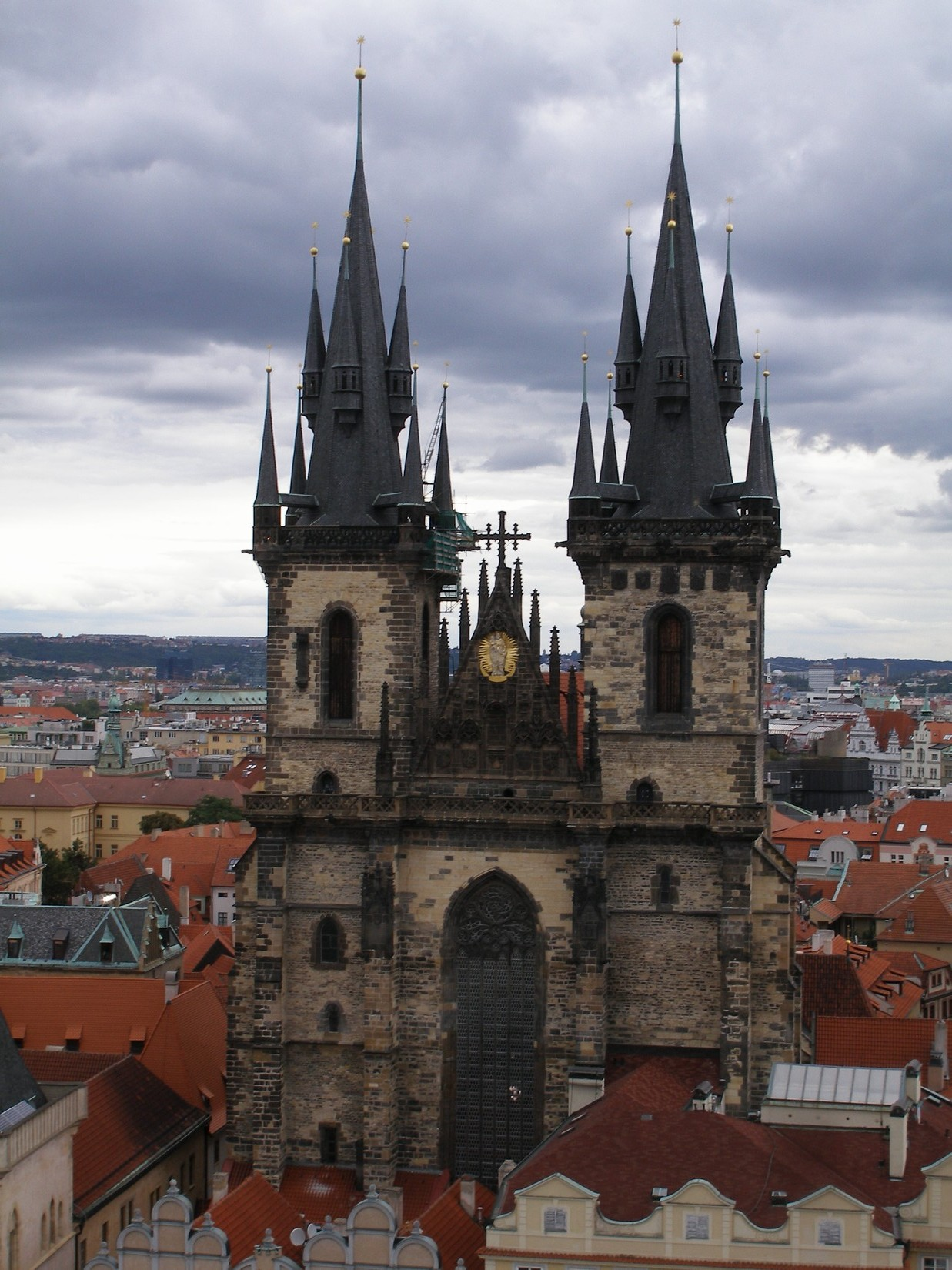
廷教堂

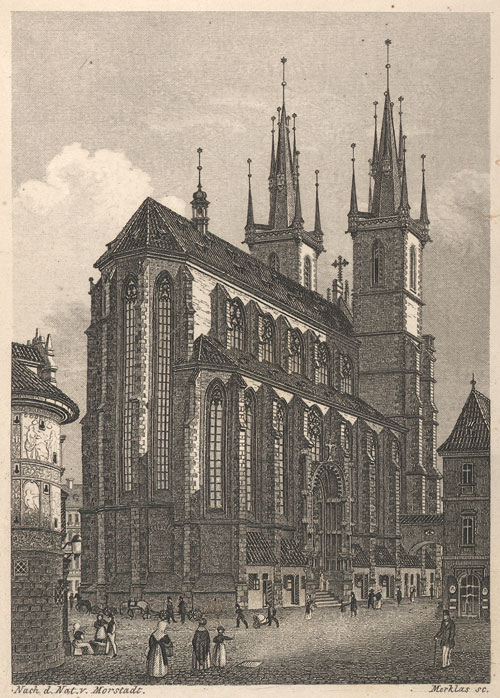
插图中的19世纪教堂

廷前圣母教堂，简称廷教堂，是捷克首都布拉格老城区的代表建筑，自14世纪起就是该区的主要教堂。教堂的钟楼高达80米，塔顶是四个小尖顶。

## 历史
在12世纪，此处是一座罗馬式教堂，1256年，改建为早期哥特式廷教堂。现存的后期哥特式教堂始建于14世纪，建筑师是阿拉斯提马修和彼得·帕尔莱勒。到15世纪初，建筑工程几乎已经完成，只有塔楼、山墙和屋顶尚未完成。该教堂一度被胡斯派所控制，其中日后的布拉格总主教Rokycan的约翰，在1427年成为教堂牧师。 
屋顶完成于1450年代，而山墙和北塔楼完成于不久之后波杰布拉迪的乔治王统治时期。他的雕塑安放在山墙，在一个巨大的金色圣餐杯（胡斯派的标志）下面。南塔楼直到1511年才由Matěj Rejsek完成。1626年，白山战役之后，波杰布拉迪的乔治王的雕塑和圣餐杯被移走，代之以圣母雕像，其光环用圣餐杯改制。1679年，教堂因闪电引发火灾，严重受损的拱顶改建为较低的巴洛克拱顶。
1876－1895年进行了一次改建，1973年－1995年进行了漫长的外部复原，此后又开始内部复原，工程仍在进行之中。

## 亮点
- 北部入口是帕尔莱勒作坊哥特式雕塑的精彩范例，和描绘耶稣上十字架的浮雕。教堂的正门位于西侧，通过狭窄的通道。
- 早期巴洛克祭坛绘画，由 Karel Škréta 完成于1649年
- 布拉格最古老的管风琴安放在该教堂内。管风琴由Heinrich Mundt制造于1673年，是17世纪欧洲管风琴的杰出代表。
- 伟大的丹麦天文学家第谷·布拉赫，为鲁道夫二世工作，1601年安葬在这座教堂。他美丽的大理石墓碑位于教堂内。